# Onychonycteridae
Gli Oniconitteridi (Simmons, Seymour, Habersetzer & Gunnell, 2008) erano una famiglia di Chirotteri vissuta durante l'Eocene a cui appartenevano probabilmenti i pipistrelli più antichi conosciuti.

## Descrizione
La famiglia si differenziava dagli altri Chirotteri per il processo coronoide piegato all'indietro e per gli ultimi due premolari notevolmente ridotti. L'unico scheletro conosciuto appartiene a Onychonycteris finneyi e presenta le prime vere modifiche agli arti superiori adattate ad un volo potente.

## Tassonomia
La famiglia comprendeva quattro generi:
- Ageina †
- Eppsinycteris †
- Honrovits †
- Onychonycteris †